# Saeffelen

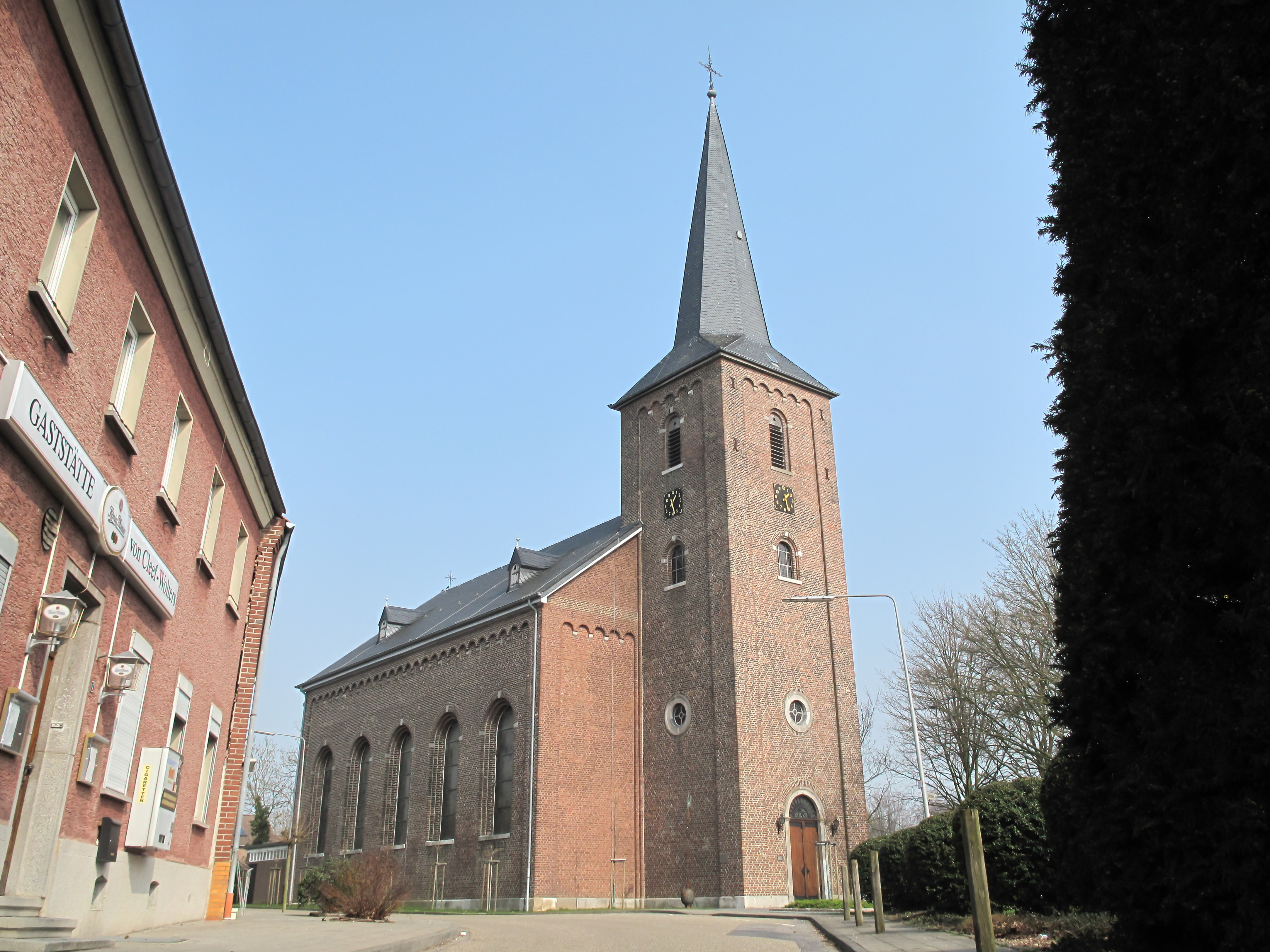
De Sint-Luciakerk van Saeffelen uit 1849

Saeffelen (Limburgs: Zaofele) is een landelijk dorp in de Duitse gemeente Selfkant, binnen het district Heinsberg in Noordrijn-Westfalen. Het telt 941 inwoners (per 30 juni 2013).

## Ligging
Saeffelen ligt in het noordoosten van de gemeente Selfkant op een hoogte van ongeveer 58 meter op de Geilenkirchener Lehmplatte, ongeveer halverwege tussen Heinsberg en Sittard. De drukke verbindingsweg L228 tussen deze beide plaatsen voert dwars door het dorp. Even ten noorden van het dorp ligt de Nederlandse grens bij Koningsbosch (gemeente Echt-Susteren). De grensovergang ligt bij de Nederlandse buurtschap Spaanshuisken. 

Vlak ten zuiden van het dorp stroomt van oost naar west de Saeffelbeek (Limburgs: de Zaofel) door een klein dal (beschermd natuurgebied 'Höngener en Saeffelerbroek'). De Saeffelbeek komt uit in de Roode Beek en deze komt verderop uit in de Maas.

## Geschiedenis
Saeffelen werd in 1136 voor het eerst vermeld als ‘’Safla’’’, welke naam teruggaat op een keltisch woord voor zavel (‘zandgrond’). Het zou dus een pre-Romeinse nederzetting uit de Keltische tijd betreffen.
Saeffelen hoorde tot het bosdomein van het Koningsbos (zie hierboven), dat volgens de overlevering door Pepijn II aan Echt is geschonken. Volgens anderen herinnert de naam aan het feit, dat vanaf de vroege middeleeuwen tot aan 1794 koningen rechten hadden in dit deel van de gemeente.
Er is melding van een kapel in 1276. De huidige Sint-Luciakerk dateert uit 1849. Tot deze parochie behoren de gehuchten Dieck en Heilder.
- Heilder werd in de 15e eeuw vermeld als ‘’Heylare’’. Het grondwoord /-lar/ kan 'weide' of 'moeras' betekenen.
- Het Huis Dieck werd al in de 14e eeuw vermeld als Dyke ('Dijk').

In de middeleeuwen hoorde Saeffelen tot de heerlijkheid Millen, die later een bezit werd van de heren van Heinsberg. In 1499 werd deze heerlijkheid overgenomen door het hertogdom Gulik, waarna Saeffelen onder het Gulikse ambt Millen viel.
In de vroegmoderne tijd was Saeffelen een centrum van de wederdopers.
Later viel Saeffelen onder het ambt Waldfeucht.
Het dorp maakte geen deel uit van het Nederlandse drostambt Tudderen (1949-1963), maar het werd vervolgens wel ondergebracht in de per 1 augustus 1963 nieuw gevormde Duitse gemeente Selfkant.

## Bezienswaardigheden
- Sint-Luciakerk, van 1846-1849

## Nabijgelegen kernen
Koningsbosch (met grensplaats Spaanshuisken), Höngen, Breberen, Waldfeucht, Bocket, Hastenrath
Dieck · Großwehrhagen · Havert · Heilder · Hillensberg · Höngen · Isenbruch · Kleinwehrhagen · Millen · Millen-Bruch · Saeffelen · Schalbruch · Stein · Süsterseel · Tüddern · Wehr

Kreis Heinsberg · Regierungsbezirk Keulen · Noordrijn-Westfalen